# Wincanton
Wincanton è un paese di 4 643 abitanti del Somerset, in Inghilterra.

## Amministrazione

### Gemellaggi
- Lahnau, Germania